# Smrky u Prunéřovského potoka
Smrky u Prunéřovského potoka jsou dva (původně tři) památné stromy smrky ztepilé (Picea abies) v obci Místo v okrese Chomutov v Ústeckém kraji.
Rostou v Krušných horách v nadmořské výšce 480 m v přírodním parku Údolí Prunéřovské potoka při levém břehu Prunéřovského potoka. V době vyhlášení se jednalo o tři smrky, kontrolním měřením dne 5. února 2012 bylo zjištěno, že jeden smrk je odumřelý. K odumření došlo s nejvyšší pravděpodobností v důsledku napadení kůrovcem lýkožroutem smrkovým. V roce 2013 následovalo zrušení ochrany tohoto stromu a jeho pokácení.

## Základní údaje
Obvody kmenů měří 236 cm resp. 256 cm, koruny stromů dosahují do výšky 32 metrů, resp. 35 metrů (měření 2009). V roce 2009 bylo stáří stromů odhadováno na 250 let.
Smrky jsou chráněné od roku 1976 jako stromy s významným vzrůstem.

## Stromy v okolí
- Kukaččí smrk
- Hasištejnská lípa
- Lípa v Místě na hřbitově